# Ту-154

Ту-154

Ту-154 (за кодифікацією НАТО: Careless — «Безтурботний») — масовий радянський тридвигунний пасажирський реактивний авіалайнер середньої дальності, розроблений в СРСР конструкторським бюро Туполєва в 1960-ті роки для заміщення Ту-104.
Ту-154 вважався одним з символів радянської цивільної авіації. Він вміщує до 180 пасажирів (залежно від модифікації салону); максимальна швидкість дорівнює 975 км/год — один з найвищих показників для цивільних літаків цього класу. Це перший у світі триджет великого класу, а також найчисленніший триджет великого класу (всього збудовано 1026 літаків; тоді як сумарне число літаків L-1101, DC-10 і DC-11 становить значно меншу кількість).

## Загальна інформація
Перший політ Ту-154 було здійснено 3 жовтня 1968 року. Літак виготовлявся серійно з 1970 по 1998 роки на Куйбишевському авіаційному заводі, переживши кілька модернізацій. Темп випуску досягав п'яти одиниць на місяць (з 1976 по 1981 роки вироблялося в середньому понад 1 літак на тиждень, у 1980 - максимально 77 літаків за рік).
З 1998 до 2013 року велося дрібносерійне виробництво літаків Ту-154М на самарському заводі «Авіакор». У лютому 2013 року, після випуску борту № 998, "Авіакор" повідомив про закінчення виробництва літака даного типу.
Наймасовіший радянський реактивний пасажирський літак, який до кінця 2000-х років залишався одним із основних літаків на маршрутах середньої дальності.
Ту-154 — один із найшвидших у світі серійних пасажирських лайнерів із крейсерською швидкістю понад 900 км/год.
Найкоротший безпосадковий маршрут, на якому експлуатувався Ту-154 — Ташкент — Наманган (189 кілометрів), а найдовший — Москва — Нерюнгрі (Якутія) (5040 кілометрів).

## Історія створення
Попередня розробка радянського середньомагістрального літака нового покоління, що призначався для заміни Ту-104, Ан-10 та Іл-18, почалася в ОКБ Туполєва в 1963 під керівництвом головного конструктора Дмитра Сергійовича Маркова, заступника Андрія Миколайовича Туполєва. Потім головним конструктором став Сергій Михайлович Єгер, а з 1975 - Олександр Сергійович Шенгардт. У конкурсі також взяв участь проєкт ОКБ Іллюшина Іл-72, який не отримав подальшого розвитку. В ОКБ Туполєва ставилося завдання створити сучасний пасажирський літак, який не поступається своїми параметрами створеному на той час американському Boeing 727.
Перший екземпляр (СРСР-85000) був випущений у 1966 році. Перший політ відбувся 3 жовтня 1968 (командир екіпажу Юрій Володимирович Сухов). 1969 року лайнер продемонстрували на міжнародному авіасалоні Ле-Бурже. 1970 року на Куйбишевському авіаційному заводі № 18 (КуАПО (нині - «Авіакор»)) почалося серійне виробництво літака. У травні 1971 передсерійні літаки почали використовуватися для перевезення пошти з Москви (Внуково) в Тбілісі, Сочі, Сімферополь і Мінеральні Води.
Літакам сімейства Ту-154 (у СРСР, а потім у Росії) присвоювалися реєстраційні (бортові) номери, що починаються з 85 (наприклад: СРСР-85311 та RA-85185).
На траси авіакомпанії "Аерофлот" лайнер вийшов на початку 1972 року. Перший регулярний рейс з пасажирами на борту за маршрутом Москва - Мінеральні Води Ту-154 рег. СРСР-85016 здійснив 9 лютого 1972 (командир екіпажу Є. І. Багмут). 2 квітня 1972 року лайнер почав експлуатуватися на міжнародних авіалініях - перший міжнародний рейс на Ту-154 був виконаний у берлінський аеропорт "Шенефельд".
Початкова експлуатація показала, що літак вимагає подальшої модернізації, тому вже через два роки була готова до виробництва модифікація Ту-154А, яка і стала першою серією, що пішла — двигуни НК-8-2 замінені на потужніші НК-8-2У.
У період із 1975 по 1981 роки літак модернізувався, злітну масу було збільшено з 94 до 98 тонн. Зміни торкнулися планера (у тому числі крила), складу обладнання, збільшення пасажиромісткості. Нова модифікація отримала назву Ту-154Б. Згодом під цю конфігурацію допрацювали усі літаки перших серій.
12 жовтня 1984 року у серійне виробництво надійшла модифікація Ту-154М[6] (спочатку Ту-164), створена під керівництвом Олександра Сергійовича Шенгардта. На цій модифікації були встановлені економічніші двигуни конструкції ОКБ Соловйова. Літаки цієї модифікації мають максимальну злітну масу від 100 до 104 тонн.
9 літаків було перероблено на вантажні, проєкт спочатку іменувався як Ту-154Т, потім - Ту-154С (Cargo).
5 літаків були переобладнані в лабораторії, що літають, і суттєво доопрацьовані за програмою випробувань космічного човника «Буран». Два з п'яти Ту-154ЛЛ могли здійснювати повністю автоматичну посадку.
2 літаки було переобладнано в рамках програми «Відкрите небо». Літаки призначалися для всебічного контролю над військовою діяльністю країн НАТО та СНД. У Німеччині був переобладнаний літак Ту-154М, що належить спеціальному підрозділу Luftwaffe (через 2 роки, в 1997 році, літак зіткнувся з C-141 ВПС США над Атлантичним океаном). У Росії проєкт отримав назву Ту-154М-ОН.
На базі Ту-154 створено перший у світі літак, двигуни якого працювали на зрідженому газі (Ту-155).
Модифікації Ту-154 стали наймасовішими літаками у СРСР середині 1980-х років. Цими літаках виконувалася значна частка авіаперевезень пасажирів у СРСР. Ту-154 літали до багатьох аеропортів СРСР, а також до аеропортів понад 80 міст світу. Крім «Аерофлоту», експлуатувався у 235-му (урядовому) авіазагоні (11 літаків), а також у Збройних силах СРСР.

## Льотно-технічні характеристики
| Довжина                                                    | 47,9 м                |
| Розмах крила                                               | 37,55 м               |
| Площа крила                                                | 201,45 м²             |
| Висота                                                     | 11,4 м                |
| Діаметр фюзеляжу                                           | 3,8 м                 |
| Ширина салону                                              | 3,56 м                |
| Висота салону                                              | 2, 02 м               |
| Максимальна злітна маса                                    | 92-102 т              |
| Максимальна посадкова маса                                 | 78 т                  |
| Маса порожнього                                            | 51 т                  |
| Максимальне комерційне навантаження                        | 18 т                  |
| Максимальний запас палива                                  | 39,75 т               |
| Витрати палива                                             | 6200 кг/год           |
| Кількість пасажирів                                        | 152-180               |
| Крейсерська швидкість                                      | 900 км/год            |
| Максимальна швидкість                                      | 975 км/год            |
| Максимальне число М                                        | 0,88                  |
| Дальність польоту з максимальним комерційним навантаженням | 2650 км               |
| Дальність польоту з максимальним запасом палива            | 3900 км               |
| Довжина розбігу                                            | 2300 м                |
| Довжина пробігу                                            | 2200 м                |
| Висота польоту                                             | 11 100 м              |
| Максимальна висота польоту                                 | 12 100 м              |
| Екіпаж                                                     | 4 людини              |
| Двигуни                                                    | 3 × 10 500 кгс НК-8-2 |

## Аварії та катастрофи
У проміжку між 1970 роком та груднем 2016 року сталось 110 нещасних випадків з літаками Ту-154, втрачено 69 літаків, 30 із них без жертв. П'ятеро нещасних випадків з жертвами стались внаслідок терактів, і ще кілька через незадовільний стан посадкової смуги взимку (одного разу літак навіть розбився зачепившись за снігоприбиральну машину), понадмірний вантаж, та зіткнення в повітрі через помилки авіадиспетчера. Інші стались внаслідок несправностей (двічі до 2001 року), нестача пального на незапланованому маршруті, помилки пілотів, пожежі в багажному відділені, причини декількох катастроф встановити не вдалося.
Найбільшою катастрофою в історії Ту-154 і всієї радянської авіації — вважається 10 липня 1985 року під Учкудуком. Перевантажений літак, на борту котрого знаходилося 200 пасажирів, зірвався в штопор. Всі пасажири та члени екіпажу загинули. Призві́дником катастрофи був екіпаж літака.
| Дата                                           | Бортовий номер | Місце катастрофи                                      | Жертви  | Короткий опис |
| ---------------------------------------------- | -------------- | ----------------------------------------------------- | ------- | --- |
| 29 серпня 1996                                 | RA-85621       | Лонг'їр                                               | 141/141 | Врізався в гору при заході на посадку. Помилки екіпажу. |
| 4 жовтня 2001                                  | RA-85693       | в південній частині Чорного моря                      | 78/78   | Зник з радарів над Чорним морем. Точна причина не встановлена. Російська сторона звинувачує українських військових, хоча провина не доведена.                                                  |
| 22 серпня 2006                                 | RA-85185       | Суха Балка Костянтинівського району Донецької області | 170/170 | При спробі облетіти купчасто-дощові хмари у грозу зверху літак звалився у плоский штопор і впав на землю.                                                                                      |
| 10 квітня 2010                                 | 101            | Смоленськ                                             | 96/96   | Розбився при заході на посадку. На борту був президент Польщі Лех Качинський та інші високопосадові особи                                                                                      |
| Аварійна посадка Ту-154М в Іжмі 7 вересня 2010 | Росія          | Іжма                                                  | 0/81    | Вимушена посадка на непридатний аеродром після збою в системі електроживлення, викотився за межу ЗПС і був пошкоджений.                                                                        |
| 4 грудня 2010                                  | RA-85744       | Домодєдово                                            | 2/172   | Після злету — поступова відмова всіх трьох двигунів, здійснив жорстку посадку в аеропорту «Домодєдово»                                                                                         |
| 25 грудня 2016                                 | RA-8557        | Чорне море, неподалік м. Сочі                         | 92/92   | На зльоті після дозаправлення в аеропорту Адлер літак зник з радарів. Віз військових у тому числі військових льотчиків на ротацію, журналістів та артистів ансамблю ім. Александрова до Сирії. |

## В культурі
У фільмі «Екіпаж» (1979) брав участь саме літак ТУ-154 (СССР-85131). Наразі цей літак виконує роль навчального експоната у Криворізькому музей авіації.
Про літак на українській студії «Київнаукфільм» знято документальну стрічку «Літак ТУ-154» (1971, режисер — М. Юдін)

## Виноски
1. ↑  airlinereporter.com. Архів оригіналу за 12 грудня 2013. Процитовано 30 червня 2019.
2. ↑  Harro Ranter. Aviation Safety Network > ASN Aviation Safety Database > ASN Aviation Safety Database results. Архів оригіналу за 4 березня 2016. Процитовано 26 грудня 2016.
3. ↑  Harro Ranter. Aviation Safety Network > ASN Aviation Safety Database > ASN Aviation Safety Database results. Архів оригіналу за 24 квітня 2015. Процитовано 26 грудня 2014.
4. ↑  Аварійна посадка ТУ-154 в Домодєдово: двоє загиблих. Архів оригіналу за 5 грудня 2010. Процитовано 4 грудня 2010.